# Maledetta primavera
Maledetta primavera è un brano musicale scritto da Amerigo Cassella (il testo) e da Gaetano "Totò" Savio (la musica), ed interpretato da Loretta Goggi; fu pubblicato nel 1981 nel singolo a 45 giri Maledetta primavera/Mi solletica l'idea e nell'album Il mio prossimo amore (WEA Italiana – T 58365). La canzone partecipò al Festival di Sanremo 1981, classificandosi al secondo posto dietro Per Elisa, brano cantato da Alice.

## Antefatto
Nel 1980 Loretta Goggi aveva lasciato la RAI per realizzare il primo varietà della neonata Canale 5 dal titolo Hello Goggi. Già dal 1979 la cantante era passata a incidere dischi per la WEA, con la quale nello stesso periodo stava registrando l'album Il mio prossimo amore che avrebbe dovuto essere promosso all'interno della trasmissione. Proprio durante le sessioni dell'album le fu proposto il brano Maledetta primavera, che in un primo momento aveva un titolo diverso (Benedetta primavera); peraltro fu proprio la Goggi ad insistere perché nel testo fosse usato l'aggettivo "maledetta", altrimenti giudicato troppo aggressivo dai discografici.
Il brano fu inciso, e si decise in un primo momento di farne la sigla finale del programma. In molte sue interviste la Goggi ha dichiarato che per motivi tecnici riguardanti la spedizione delle videocassette pre-registrate da un'emittente all'altra, tecnica che permetteva all'epoca di aggirare il problema della mancanza della diretta per le TV private, la trasmissione subì uno slittamento nella messa in onda. A causa di questo ritardo la Goggi ed il suo management decisero di proporre il brano per l'imminente Festival di Sanremo, intuendone il potenziale.

## Il successo
Inaspettatamente la canzone si posizionò al secondo posto della manifestazione, con soli 36 voti in meno rispetto alla canzone vincitrice. Oltre al riconoscimento al festival, il brano ebbe un notevole successo commerciale. Il disco singolo che fu pubblicato (abbinato al brano Mi solletica l'idea) entrò nella top ten dei più venduti in Italia nella settimana del 14 marzo 1981 alla terza posizione, e vi rimase per quattordici settimane, fino al 13 giugno successivo, aggiudicandosi anche una prima posizione, nella settimana del 21 marzo. Alla fine dell'anno il disco della Goggi risultò l'ottavo singolo più venduto del 1981, diventando il maggior successo della cantante, oltre che la sua canzone più conosciuta.
Il singolo fu distribuito anche in Germania dove vendette oltre 500 000 copie, ed in Francia dove vendette 300 mila copie. Ebbe un ottimo successo anche in Portogallo, Olanda e Svizzera, dove riuscì a raggiungere la seconda posizione, ed in Austria, dove arrivò alla quattordicesima.

## Cover
- Nel corso degli anni il brano è stato cantato in diverse lingue straniere, inglese, francese, spagnolo, finlandese (Paula Koivuniemi, Aikuinen Nainen, 1982[14]), olandese, tedesco, ceco, croato e molte altre. La versione spagnola, Maldita primavera, è stata interpretata tra gli altri dai messicani Yuri nel 1981 e Yuridia nel 2005,[15] e dal gruppo cileno Javiera y Los Imposibles nel 2001;[16] la versione tedesca, Das kommt nie wieder, da Caterina Valente, quella olandese, Vrij als een vogel da Conny Vandenbos, quella inglese Flying High da Dana Winner; la versione croata, Zaboravi, è stata proposta da Maja Blagdan inserita nell'album Vino i gitare del 1993.
- Giorgia ha eseguito una versione live di Maledetta primavera sul palco del Festival di Sanremo 1996.
- In Germania una cover della canzone è stata incisa anche da Nino De Angelo, che ne ha mantenuto titolo e testo in italiano (nell'album Un momento Italiano, uscito nel 2004).
- Nel 2005 Gennaro Cosmo Parlato ha inciso una versione "caraibica" del brano inserita nell'album Che cosa c'è di strano?.
- Nel 2021 è stata registrata una cover del brano dal cantautore Sangiovanni, pubblicata nell'omonimo EP sotto l'etichetta Sugar Music.
- Ancora nel 2021 è stata incisa una cover da Mario Venuti (feat. Patrizia Laquidara) nell'album Tropitalia (Puntoeacapo – 19/21).

## Rifacimenti e parodie
Nel 1985 i tifosi del Verona furono i primi a tradurre la canzone in un coro da stadio, durante una partita giocatasi ad Avellino.
Nel 2010 il brano viene usato come coro dalla Curva Sud della Roma (squadra di cui la stessa Goggi è tifosa) ed inciso successivamente da Rinho con titolo Voglia di stringersi un po'.
La canzone è stata oggetto di una cover in dialetto bergamasco ad opera di Bepi & The Prismas, che l'ha trasformata in Massimo Carrera in onore dell'ex calciatore e capitano dell'Atalanta.
Il brano è diventato anche un inno gay ed una cult song del mondo LGBT, parodiata da numerose drag queen ed eseguita in molti gay pride non solo italiani, ed è diventata la sigla finale delle serate del Muccassassina, storica serata gay della capitale.

## Utilizzo in altri media
Il brano è stato inserito in numerose colonne sonore televisive e cinematografiche di film sia italiani che stranieri:
- Man spricht deutsh, regia di Hanns Christian Müller (1988)
- Il compleanno, regia di Marco Filiberti (2009)
- Sieranevada, regia di Cristi Puiu (2016)
- Fiore, regia di Claudio Giovannesi (2016)
- Maledetta primavera, regia di Elisa Amoruso (2021)
- Generazione 56k, Serie Netflix (2021)
- Il grande giorno, regia di Massimo Venier (2022)
- Enea (film), regia di Pietro Castellitto (2023)

## Certificazioni e vendite
Il 29 ottobre 2018 la FIMI (Federazione Industria Musicale Italiana), ha conferito a Maledetta Primavera la prestigiosa certificazione di Disco d’oro d’annata per il superamento del milione e mezzo di copie vendute in Italia
Il singolo fu distribuito anche in Germania dove vendette oltre 500 000 copie, ed in Francia dove vendette 300 mila copie.
La somma di queste cifre ufficiali è di 2 milioni e trecentomila copie vendute in quarant'anni.
Il 18 ottobre 2021 il singolo ha ricevuto un'ulteriore certificazione, il disco di platino per le vendite digitali di settantamila copie.
Il 20 maggio 2024 il brano conquista il suo secondo disco di platino per le 200 mila copie vendute in era FIMI dal 2009.